# خارفک
خارفک (به انگلیسی: Kharfak) یک روستا در پاکستان است که در گلگت-بلتستان واقع شده‌است.